# Shinsadong Tiger
Đây là một tên người Triều Tiên, họ là Lee.
Lee Ho-yang (tiếng Hàn Quốc: 이호양, 3 tháng 6 năm 1983  –  23 tháng 2 năm 2024), còn được biết đến với nghệ danh là Shinsadong Tiger (tiếng Hàn Quốc: 신사동호랭이 Shinsadong Horaengi), là nam nhạc sĩ kiêm nhà sản xuất âm nhạc người Hàn Quốc. Ông được nhiều người biết đến với vai trò là người tạo nhiều bản hit cho nhóm nhạc nữ T-ara.
Sau khi ra mắt vào năm 2001, ông đã làm nhiều công việc lặt vặt để phục vụ cho sự nghiệp âm nhạc của mình. Ông đã trở thành một nhân vật nổi bật trong ngành công nghiệp K-pop. Năm 2010, ông được mệnh danh là "Nhà sản xuất thế hệ mới" tại Korean Culture Entertainment Awards lần thứ 18, và năm 2011 ông được mệnh danh là một trong những nhân vật có ảnh hưởng nhất trong ngành công nghiệp K-pop bởi OSEN. Shinsadong Tiger đã lập công ty cho riêng của mình: AB Entertainment (nay là Banana Culture) và đã cho ra mắt nhóm nhạc nữ EXID. Sau EXID, ông hợp tác với Universal Music Group và cho ra mắt nhóm nhạc nữ TRI:BE.

## Tiểu sử
Shinsadong Tiger (tên khai sinh là Lee Ho-yang) sinh ngày 3 tháng 6 năm 1983 tại Gwangyang, Hàn Quốc, ông học tiểu học ở Pohang. Ông bắt đầu niềm đam mê của mình với âm nhạc trong Junior High, và đã thử giọng cho JYP Entertainment nhưng bị từ chối.

## Sự nghiệp
Sau khi ra mắt ở tuổi 19, Lee đã bắt đầu nổi tiếng trong K-pop. Mặc dù ông đã sáng tác cho nhiều nghệ sĩ khác nhau, ông cũng trở nên nổi tiếng với vai trò quản lý nhóm EXID. Ông cũng bị phê bình vì tập trung vào xu hướng âm nhạc thị trường cho các thần tượng. Lee thừa nhận thường sử dụng nguồn cảm hứng tùy ý cho phong cách sáng tác của mình, bao gồm cả giấy vệ sinh là nguồn cảm hứng cho ca khúc Bo Peep Bo Peep.
Năm 2011, ông phát hành đĩa đơn riêng tự sản xuất "Supermarket – The Half", trong đó Yoon Doo-joon, Yong Jun-hyung và Lee Gi-kwang của BEAST được làm đặc trưng cho "Should I Hug Or Not?" (tiếng Hàn Quốc: 안을까 말까).
Năm 2012, ông phát hành album mới, "Supermarket – Another Half", có bài hát "Over and Over" bởi 4minute, "Stop Doing That" bởi G.NA, và "In the Cloud", bởi B2ST Son Dong-woon. "In The Cloud" phát hành vào ngày 24 tháng 4, 00:00 KST.

## Qua đời
Anh được phát hiện đã chết tại nhà riêng vào ngày 23 tháng 2 năm 2024, hiện chưa rõ nguyên nhân dẫn đến sự việc.

## Danh sách đĩa đơn

### Đĩa đơn kỹ thuật số
- 2011: Supermarket – The Half (BEAST)
- 2011: Super Hero (Shinsadong Tiger và Mighty Mouth)

## Danh sách sản xuất

### 2005

#### The Jadu -Jadu 4
- 04. "Namgwa Yeo"

### 2006

#### Jang Woo Hyuk-My Way
- 08. "oH, No! (feat. Gisang)"

### 2007

#### Eru -Eru Returns
- 11. "Insamal" (인사말; "Greetings")

#### Kim Dong Wan -Kimdongwan Is
- 08. "Yeoreumi Joha (feat. Andy)" (여름이 좋아; "Loving Summer")

#### Na Yoon Kwon -Hu
- 07. "It's Alright"

### 2008

#### MC Mong- Show's Just Begun
- 13. "Yennal Yetjeoge" (옛날 옛적에; "In The Old Days") (co-written by Heo In Chang, Hoo Na Hoon, Jang In Tae, MC Mong, Park Jang Geun, David Kim and Ee Dari)

#### Jewelry -Kitchi Island
- 03. "One More Time"
- 05. "The Cradle Song"
- 07. "Modu Da Swit!" (모두 다 쉿!; "Everybody Shh!")

#### Kim Jong Kook-Here I Am
- 09. "Sarange Chwihae (feat. JoosuC)"  (사랑에 취해; "Drunk on Love")

#### Mighty Mouth -Energy
- 02. "Eneoji (feat. Sun Ye)" (에너지; "Energy")

#### Mario -Time To Mario
- 05. "Neoman Gwaenchantamyeon" (너만 괜찮다면; "If You Don't Mind")
- 09. "Duseoeomneun Norae" (두서없는 노래)

### 2009

#### Koyote-Jumping
- 04. "Deo!" (더; More)

#### 4minute-For Muzik
- 02. "Muzik" (co-produced by Lee Sang-ho)
- 03. "Hot Issue" (co-produced by Lee Chae-kyu)
- 04. "What a Girl Wants" (co-produced by Lee Sang-ho)
- 06. "Anjullae" (안줄래; "Won't Give You") (co-produced by Choi Kyu-sung)

#### Beast-Beast Is the Beast
- 01. "Beast Is the Beast" (co-produced by Choi Gyu Sung)
- 02. "Bad Girl" (co-produced by Lee Sang-ho)
- 03. "Mystery" (co-produced by Lee Sang-ho and Kang Ji-won)
- 04. "Ajigeun" (아직은; "Yet")

#### T-ara-Absolute First Album
- 01. "One & One" (co-produced by Choi Gyu Sung)
- 02. "Bo Peep Bo Peep" (co-produced by Choi Gyu Sung)[14]

### 2010

#### T-ara-Breaking Heart
- 02. "Naega Neomu Apa" (내가 너무 아파; "I'm Really Hurt") (co-produced by Choi Gyu Sung)

#### HyunA-Change
- 01. "Change"[15]

#### ZE:A -Leap for Detonation
- 03. "Man 2 Man" (arrangement)

#### Beast-Shock of the New Era
- 01. "Just Before Shock"
- 02. "Shock" (co-produced by Lee Sang-ho)
- 03. "Special" (co-produced by Lee Sang-ho)

#### Beast-Mastermind
- 01. "Mastermind"
- 02. "Soom" (숨; "Breath") (co-produced by Choi Gyu Sung)

#### Secret-Secret Time
- 02. "Magic" (co-produced and written by Kim Ki Bum and Kang Ji Won)[16]

#### U-kiss-i like you
- 01. "i like you"

#### 4minute-Hit Your Heart
- 01. "Who's Next"
- 02. "Huh"
- 03. "Invitation" (co-produced by Im Sang-hyuk)
- 04. "I My Me Mine" (co-produced by Lee Sang-ho)

#### Beast-Lights Go On Again
- 01. "Lights Go On Again" (co-produced by DA9297, co-written by Hong Seungsung, DA9297, and Yong Junhyung)
- 02. "Beautiful" (co-produced by Kim Dohoon and Lee Sangho, co-written by Kim Dohoon and Lee Sangho)
- 03. "Niga Jeil Joha" (니가 제일 좋아; "I Like You the Best") (co-produced by Lee Chaekyu and Jeongoon, co-written by Yong Junhyung)
- 04. "Lightless" (co-produced by Rado and Choi Gyu Sung)

#### Beast-My Story
- 02. "Thanks To" (co-produced and written by Yong Jun-hyung và Yang Yo-seob)
- 04. ""Lights Go On Again (Full Version)" (co-produced by DA9297, co-written by Hong Seungsung, DA9297 and Yong Jun-hyung)

#### IU-Real
- 06. "Miri Merry Christmas (Feat. Cheondung (MBLAQ))" (미리 메리 크리스마스; "Merry Christmas in Advance")

#### T-ara-Temptastic
- 06. "Mollayo" (몰라요; " I Don't Know") (co-produced by Choi Gyu Sung)

### 2011

#### Park Jung Min-Not Alone
- 01. "Not Alone"
- 02. "Neon Algo Inni" (넌 알고 있니)

#### G.NA-Black & White
- 08. "Supa Solo"

#### Dalmatian -Dalmatian: 1st Mini Album
- 02. "Geu Namjaneun Bandae" (그 남자는 반대; "The Man Opposed")

#### 5dolls-Club Remix Album: Time to Play
- 03. "Nega Eobsido" (네가 없이도; "Without You")

#### 4minute-4Minutes Left
- 01. "4Minutes Left" (Intro) (co-written by Im Sang-hyuk and Choi Gyu Sung)
- 02. "Geoura Geoura"  (거울아 거울아; "Mirror Mirror") (co-written by Blue Magic)
- 03. "Heart to Heart"  (co-written by Choi Gyu Sung)
- 08. "First"  (Korean version) (co-written by Jeon He-won)
- 09. "Hide & Seek"  (co-written by Choi Gyu Sung)

#### Beast-Fiction and Fact
- 01. "The Fact" (co-produced by Choi Gyu Sung, co-written by Choi Gyu Sung and Yong Jun-hyung)
- 02. "Fiction" (co-produced by Choi Gyu Sung, co-written by Choi Gyu Sung and Yong Jun-hyung)

#### Jang Woo Hyuk-I Am the Future
- 08. "Sigani Meomchun Na Time Is [L]over" (시간이 멈춘 날)

#### HyunA-Bubble Pop!
- 02. "Bubble Pop!" (co-produced and co-written by Choi Gyu Sung)[15]
- 03. "Downtown (Feat. Jeon Ji-yoon)" (co-produced and co-written by Choi Gyu Sung)

#### T-ara-John Travolta Wannabe
- 01. "Roly-Poly" (co-produced by Choi Gyu Sung)[14]

#### Apink-Seven Springs of Apink
- 01. "Wishlist"

#### C-REAL -Round 1
- 04. "Geuleoji Jom Ma" (그러지 좀 마 "Don't Do That")

#### Kim Wan-sun vàYong Jun-hyung-Be Quiet
- 01. "Be Quiet" (co-written by Yong Jun-hyung and Good Life 2)

#### Apink-Snow Pink
- 02. "My My" (co-written by Rado)
- 03. "Yeah" (music co-written by Choi Gyu Sung)

#### Trouble Maker-Trouble Maker
- 01. "Trouble Maker"[15](co-written by EXID's LE)

### 2012

#### Led Apple -Time is up
- 01. "time is up"

#### T-ara-Funky Town
- 01. "Lovey-Dovey" (co-produced by Choi Kyu-sung)[14]

#### EXID-HOLLA
- 02. "Whoz That Girl"

#### EXID-Hippity Hop
- 01. "Better Together" (하나 보단 둘)
- 02. "I Feel Good"
- 03. ''Every Night''
- 04. ''Think About''
- 05. ''Whoz That Girl" (Part 2)
- 06. "I Feel Good" (R.Tee Remix)

#### EXID- K-pop Drama The Thousandth Man (Remastered) (Original Korean TV Series Soundtrack)
- 01. Hey Boy

#### Secret-Talk That
- 01. "Talk That"[16]

#### 4minute-Volume Up
- 02. "Volume Up" (co-produced by Rado)

#### VIXX-Rock Ur Body
- 01. "Rock Ur Body"

#### T-ara-Sexy Love
- 01. "Sexy Love"[14]

#### Wonder boyz -Open the door
- 01. "open the door"

#### Jewelry -Look at me
- 01. "Look at me" (co-written by EXID's LE)
- 02. "Rhythm Ha!!!"

#### Apink-Une Année
- 06. "Step" (only the music)
- 08. "I Got You" (co-produced by Kim Tae Joo)

### 2013

#### Dynamic Black -SBS Gayo DaejeonThe Color of Kpop
- 01. "Yesterday"

#### Speed-Superior Speed
- 01. It's Over (co-produced by Kim Tae-joo and Hyuwoo)

#### Apink-Secret Garden
- 02. No No No (co-written by Kupa)

#### Ailee-A's Doll House
- 01. "U&I" (co-produced by Kupa)[17]

#### F-ve Dolls-First Love
- 03. LOV

#### T-ara-Again
- 01. Number 9 (co-produced by Choi Kyu-sung)

#### Trouble Maker-Chemistry
- 01. Now (There is No Tomorrow) (co-produced by Rado)(co-written by EXID's LE)

#### Fiestar-Curious
- 02. I Don't Know
- 03. Head, Shoulders, Knees and Toes

#### T-ara-Again 1977
- 01. "Do You Know Me"

#### VIXX-Voodoo
- 05. "Only U"

### 2014

#### Dal Shabet-B.B.B
- 02. "B.B.B (Big Baby Baby)"[18]
- 05. "B.B.B (Big Baby Baby) (Shinsadong Tiger Remix)"

#### C-CLOWN -Justice
- 02. "Justice"

#### Speed-Look At Me Now
- 01. "Look At Me Now"

#### Park Jung-ah-Bác Dĩ Xứ LạOST Part 6
- 01. "Because of You"

#### Fiestar-One More
- 01. "One More"

#### T-ara-And & End
- 01. "Sugar free (BigRoom Version)"
- 02. "Sugar free"(co-written by EXID's LE)
- 04. "ORGR"

#### EXID-Up & Down
- 01. "Up & Down"(co-written by EXID's LE)

#### Apink-Pink Luv
- 01. "Luv" (co-written by Beom & Nang)[19]

#### Badkiz - "Babomba(just the composer with 어퍼컷)"
- 01. 바밤바 (BABOMBA)

### 2015

#### A.kor -Always (A.kor album
- 01. "Always"

#### Fiestar-Black label
- 01. "You're pitiful"

#### Crayon Pop-FM
- 01. "FM"

#### Shannon–Eighteen
- 04. "20 Inch" (co-produced by Monster Factory)

#### EXID-Ah Yeah(all co-writing by LE)
- 01. "Ah Yeah'"
- 02. ''Thrilling" (아슬해)
- 03. "Risky" (아슬해)
- 04. "Pat Pat" (토닥토닥)
- 05. "With Out U"
- 06. 	"1M"
- 07. 	"Up & Down (Version 2)"
- 08. 	"Every Night (Version 2)"

#### EXID -Hot Pink
- 01. "Hot Pink"

#### Apink-Pink Memory
- 01. "Remember"

#### DIA-Do It Amazing
- 01. "Music Lover" (Intro;음악 들을래)
- 02. ''Lean on Me" (Feat Microdot)
- 03. ''Somehow" (왠지)
- 04. ''My Friend's Boyfriend" (내 친구의 남자친구)
- 09. "Somehow" (Chinese Ver.)
- 10. "Somehow" (Acoustic)

### 2016

#### EXID-Street
- 01. ''Will You Take Me" (데려다줄래)
- 02. "L.I.E" (엘라이)
- 05. ''Cream"
- 07. ''Only One"
- 09. ''Yum Yum Chomp Chomp" (냠냠쩝쩝; Jung Hwa & Hyerin)
- 12. ''Hot Pink'' (Re-mix)
- 13. ''L.I.E" (Jannabi Mix)
- 14. ''Cream"(Korean Ver.)

#### SoljiHani/Dasoni (EXIDsub-unit) –Only One
- 01. "Only One"(co-produced by SleepWell, co-written by LE)

#### Apink-Pink Revolution
- 02. "Oh Yes"

#### CLC–NU.CLEAR
- 02. "No Oh Oh" (co-written by Beom & Nang)

#### Cosmic Girls–Secret
- 01. "비밀이야 (Secret)" (co-produced by e.one)

#### Dal Shabet–Fri. Sat. Sun
- 02. "FRI. SAT. SUN (금토일)" (co-written by Beom & Nang)

### 2017

#### 7Senses–Chapter: Blooming
- 01. "Like a Diamond"
- 02. "Kiki's Secret"
- 04. "Lollipop"

#### Apink-Pink Up
- 01. ''Five''

#### EXID-Eclipse
- 01. "Boy"
- 02. "Night Rather Than Day" (낮보다는 밤)
- 03. ''How Why''
- 05. ''Velvet''

#### EXID-Full Moon
- 01. ''DDD" (덜덜덜)
- 02. ''Too Good To Me''
- 04. ''Alice" (feat. PINKMOON; Junghwa Solo)
- 05. ''Weeknd" (LE X Hani)

#### HyunA–Following
- 02. "Babe" (co-written by Beom & Nang and HyunA)

### 2018

#### Momoland-GREAT!
- 01. ''BBoom BBoom''

#### EXID-Lady
- 01. ''Lady''

#### Momoland-Fun to the World
- 01. "Baam"

#### DIA-Summer Ade
- 01.  "WooWoo"

#### EXID–I Love You
- 01. "I Love You"

### 2019

#### DIA–NEWTRO
- 01. "WOOWA"

#### Momoland-Show Me
- 01. "I'm So Hot"

#### EXID- We
- 01. "Me & You"
- 02. "We Are.."
- 03. "The Vibe" (아끼지마)
- 05. "Lady" (Urban Mix)

### 2020

#### XUM –DDALALA
- 01. "DDALALA"

### 2021

#### TRI.BE -TRI.BE Da Loca
- 01. "Loca"
- 02. "Doom Doom Ta (둠둠타)"

#### TRI.BE -Conmigo
- 01 "Rub-A-Dum (러버덤)"
- 02 "Loro"

### Đĩa đơn được sản xuất từ Shinsadong Tiger
- 2009: "Love Train (ft. Kim Hyung Jun(SS501))" (L.E.O)
- 2009: "Giogi Anna" (기억이 안나) (Byul)
- 2009: "Kiss Day" (Byul)
- 2010: "Fyah" (파이아; "Fire") (Park Myeong-su)
- 2010: "Faddy Robot Foundation" (HuynA, Yong Jun-hyung, Vasco, Outsider, Verbal Jint, Mighty Mouth, Zico
- 2010: "Let's Go" (Group of 20)
- 2010: "Cabi Song" (2PM và Girls' Generation)
- 2010: "5 Bunman" (ANNA)
- 2011: "Eojjeoda Majuchin" (어쩌다 마주친; "Someone Met By Chance") (LED Apple)
- 2011: "Racing Queen" (Mighty Mouth ft. Ailee)
- 2011: "Dodungnom New Ver." (도둑놈) (Seo Kyung Suk) (arrangement)
- 2013: "Open the door"  (Im Chang-jung)
- 2013: "Goodbye" (Dasoni(sub-unit của EXID))
- 2013: "Said So Often" (Dasoni(sub-unit của EXID))
- 2014: "Left alone" (LED Apple)
- 2014: "Little Apple" (T-ARA)
- 2015: "2015 잊었니"  APink B&N (Yoon Bo-mi và Kim Nam-joo)  (Two Yoo Project: Sugarman OST Part 1)[20]
- 2016: "Only One" (SoljiHani(sub-unit của EXID))
- 2019: "I Love You" (EXID)

## Giải thưởng
| Năm  | Đề cử                                        | Sự kiện                                | Giải thưởng                         | Kết quả   |
| ---- | -------------------------------------------- | -------------------------------------- | ----------------------------------- | --------- |
| 2008 | "One More Time" (Jewelry)                    | Golden Disk Awards                     | Digital Daesang                     | Đoạt giải |
| 2009 | "Hot Issue" (4minute)                        | Cyworld Digital Music Awards           | Rookie of the Month — June          | Đoạt giải |
| 2009 | "Mystery" (BEAST)                            | Cyworld Digital Music Awards           | Rookie of the Month — December      | Đoạt giải |
| 2010 | "Change" (HyunA)                             | Gaon Chart Music Awards                | Streaming Awards                    | Đoạt giải |
| 2010 | "Change" (HyunA)                             | Mnet Asia Music Awards                 | Best Dance Performance              | Đề cử     |
| 2010 | "Bo Peep Bo Peep" (T-ARA)                    | Mnet Asia Music Awards                 | Best Female Group                   | Đề cử     |
| 2010 | "Bo Peep Bo Peep" (T-ARA)                    | Mnet Asia Music Awards                 | Best Dance Performance              | Đề cử     |
| 2011 | "Bubble Pop!" (HyunA)                        | Mnet Asia Music Awards                 | Best Dance Performance              | Đoạt giải |
| 2011 | "Bubble Pop!" (HyunA)                        | YouTube K-pop Awards                   | Popularity Video Award              | Đoạt giải |
| 2011 | "Roly-Poly" (T-ARA)                          | MelOn Music Awards                     | Best Music Video                    | Đoạt giải |
| 2011 | "HuH" (4minute)                              | Seoul Music Awards                     | Bonsang Award                       | Đoạt giải |
| 2011 | "Soom" (BEAST)                               | Seoul Music Awards                     | Bonsang Award                       | Đoạt giải |
| 2011 | "Shock" (BEAST)                              | Seoul Music Awards                     | Bonsang Award                       | Đoạt giải |
| 2011 | "Mirror Mirror" (4minute)                    | Gaon Chart Music Awards                | Digital Bonsang Award               | Đoạt giải |
| 2011 | "Fiction and Fact" (BEAST)                   | Gaon Chart Music Awards                | Disk Bonsang Award                  | Đoạt giải |
| 2011 | "Fiction" (BEAST)                            | KBS Music Festival                     | Song of the Year                    | Đoạt giải |
| 2011 | "Fiction" (BEAST)                            | Mnet Asia Music Awards                 | Best Male Dance Performance         | Đoạt giải |
| 2011 | "Fiction" (BEAST)                            | Mnet Asia Music Awards                 | Song Of Year                        | Đề cử     |
| 2012 | "Roly-Poly" (T-ARA)                          | Gaon Chart Music Awards                | Singer of the Year (July)           | Đoạt giải |
| 2012 | "Trouble Maker" (Trouble Maker)              | Mnet 20's Choice Awards                | Hot Performance Star                | Đoạt giải |
| 2012 | "Trouble Maker" (Trouble Maker)              | Mnet Asia Music Awards                 | Best Collaboration Performance      | Đoạt giải |
| 2012 | "Trouble Maker" (Trouble Maker)              | MelOn Music Awards                     | Song of the Year                    | Đề cử     |
| 2012 | "Trouble Maker" (Trouble Maker)              | MelOn Music Awards                     | Best Global Artist                  | Đề cử     |
| 2012 | "Trouble Maker" (Trouble Maker)              | MelOn Music Awards                     | Best Music Video                    | Đề cử     |
| 2012 | "Trouble Maker" (Trouble Maker)              | MelOn Music Awards                     | Hot Trend Song                      | Đoạt giải |
| 2012 | "Trouble Maker" (Trouble Maker)              | Golden Disk Awards                     | Best Dance Performance              | Đoạt giải |
| 2012 | "Trouble Maker" (Trouble Maker)              | Golden Disk Awards                     | MSN International Award             | Đề cử     |
| 2012 | "Volume Up" (4minute)                        | Golden Disk Awards                     | Disk Bonsang                        | Đoạt giải |
| 2012 | "Lovey-Dovey" (T-ARA)                        | Golden Disk Awards                     | Digital Bonsang Award               | Đoạt giải |
| 2013 | "Lovey-Dovey" (T-ARA)                        | Gaon Chart Music Awards                | Singer of the Year (January)        | Đoạt giải |
| 2013 | "It's Over" (Speed)                          | Cyworld Digital Music Awards           | Rookie of the Month (January)       | Đoạt giải |
| 2013 | "U&I" (Ailee)                                | MelOn Music Awards                     | Song Writer Award                   | Đoạt giải |
| 2013 | "No No No" (Apink)                           | MelOn Music Awards                     | Song Writer Award                   | Đoạt giải |
| 2013 | "Now (There Is No Tomorrow)" (Trouble Maker) | MelOn Music Awards                     | Song Writer Award                   | Đoạt giải |
| 2014 | "Sugar Free" (T-ARA)                         | MTV Best of the Best Awards            | Best Dance Video                    | Đoạt giải |
| 2014 | "Now (There Is No Tomorrow)" (Trouble Maker) | World Music Awards                     | World's Best Song                   | Đề cử     |
| 2014 | "Now (There Is No Tomorrow)" (Trouble Maker) | World Music Awards                     | World's Best Video                  | Đề cử     |
| 2014 | "Now (There Is No Tomorrow)" (Trouble Maker) | Singapore Entertainment Awards         | Most Popular K-pop Music Video      | Đề cử     |
| 2015 | "Now (There Is No Tomorrow)" (Trouble Maker) | 3rd European K-POP / J-POP Music Award | Best TV Stage Performance           | Đoạt giải |
| 2015 | "Ah Yeah" (EXID)                             | Mnet Asia Music Awards                 | Best Dance Performance Female Group | Đề cử     |
| 2015 | "Ah Yeah" (EXID)                             | Mnet Asia Music Awards                 | Song of the Year                    | Đề cử     |
| 2015 | "Ah Yeah" (EXID)                             | MelOn Music Awards                     | Best Female Dance Song              | Đề cử     |
| 2015 | "Ah Yeah" (EXID)                             | MelOn Music Awards                     | Song Of The Year                    | Đề cử     |
| 2015 | "LUV" (Apink)                                | Gaon Chart Music Awards                | Song of the Year (December)         | Đoạt giải |
| 2015 | "LUV" (Apink)                                | MelOn Music Awards                     | Song of the Year                    | Đoạt giải |
| 2015 | "Remember" (Apink)                           | MelOn Music Awards                     | Netizen Popularity Award            | Đề cử     |
| 2016 | "Remember" (Apink)                           | Gaon Chart Music Awards                | Digital Bonsang                     | Đề cử     |
| 2016 | "Remember" (Apink)                           | Seoul Music Awards                     | Daesang Award                       | Đề cử     |
| 2016 | "Remember" (Apink)                           | Seoul Music Awards                     | Bonsang Award                       | Đoạt giải |
| 2017 | "Five" (Apink)                               | Mnet Asia Music Awards                 | Best Dance Performance Female Group | Đề cử     |
| 2017 | "Five" (Apink)                               | Mnet Asia Music Awards                 | Qoo10 Song of the Year              | Đề cử     |
| 2018 | "Five" (Apink)                               | Seoul Music Awards                     | Bonsang Award                       | Đề cử     |
| 2018 | "BBoom BBoom" (Momoland)                     | Korea Popular Music Awards             | Best Digital Song                   | Đề cử     |
| 2018 | "BBoom BBoom" (Momoland)                     | Korea Popular Music Awards             | Group Dance Award                   | Đề cử     |
| 2018 | "BBoom BBoom" (Momoland)                     | MelOn Music Awards                     | Best Song Award                     | Đề cử     |
| 2018 | "BBoom BBoom" (Momoland)                     | MelOn Music Awards                     | Best Dance – Female                 | Đề cử     |

## Chương trình âm nhạc
Đây tổng hợp chiến thắng của các nghệ sĩ khác nhau, với những bài hát được sản xuất bởi Shinsadong Tiger, trên các chương trình âm nhạc trên truyền hình của Hàn Quốc: KBS Music Bank, SBS Inkigayo, Mnet M! Countdown và Show Champion trên MBC Music (trực thuộc MBC Plus Media).

### Music Bank
| Năm  | Ngày        | Bài hát         | Nghệ sĩ       |
| ---- | ----------- | --------------- | ------------- |
| 2010 | 1 tháng 1   | Bo Peep Bo Peep | T-ara         |
| 2010 | 8 tháng 1   | Bo Peep Bo Peep | T-ara         |
| 2010 | 8 tháng 10  | Breath          | Beast         |
| 2011 | 27 tháng 5  | On Rainy Days   | Beast         |
| 2011 | 3 tháng 6   | Fiction         | Beast         |
| 2011 | 10 tháng 6  | Fiction         | Beast         |
| 2012 | 20 tháng 1  | Lovey-Dovey     | T-ara         |
| 2012 | 27 tháng 1  | Lovey-Dovey     | T-ara         |
| 2012 | 10 tháng 2  | Lovey-Dovey     | T-ara         |
| 2012 | 17 tháng 2  | Lovey-Dovey     | T-ara         |
| 2013 | 19 tháng 7  | NoNoNo          | Apink         |
| 2013 | 26 tháng 7  | U&I             | Ailee         |
| 2013 | 2 tháng 8   | U&I             | Ailee         |
| 2013 | 8 tháng 11  | Now             | Trouble Maker |
| 2013 | 15 tháng 11 | Now             | Trouble Maker |

### Inkigayo
| Năm  | Ngày        | Bài hát         | Nghệ sĩ       |
| ---- | ----------- | --------------- | ------------- |
| 2009 | 2 tháng 8   | Muzik           | 4Minute       |
| 2010 | 3 tháng 1   | Bo Peep Bo Peep | T-ara         |
| 2010 | 10 tháng 1  | Bo Peep Bo Peep | T-ara         |
| 2010 | 17 tháng 1  | Bo Peep Bo Peep | T-ara         |
| 2010 | 5 tháng 12  | Beautiful       | Beast         |
| 2011 | 5 tháng 6   | Fiction         | Beast         |
| 2011 | 12 tháng 6  | Fiction         | Beast         |
| 2011 | 24 tháng 7  | Roly-Poly       | T-ara         |
| 2012 | 8 tháng 1   | Trouble Maker   | Trouble Maker |
| 2012 | 15 tháng 1  | Lovey-Dovey     | T-ara         |
| 2012 | 22 tháng 1  | Lovey-Dovey     | T-ara         |
| 2012 | 29 tháng 1  | Lovey-Dovey     | T-ara         |
| 2013 | 10 tháng 10 | Now             | Trouble Maker |

Chú ý: Một nghệ sĩ chỉ có thể giành chiến thắng ba lần cho một ca khúc trước khi chúng được đưa ra khỏi danh sách đề cử.

### M! Countdown
| Năm  | Ngày        | Bài hát       | Nghệ sĩ       |
| ---- | ----------- | ------------- | ------------- |
| 2009 | 1 tháng 10  | Muzik         | 4Minute       |
| 2010 | 25 tháng 3  | Shock         | Beast         |
| 2010 | 17 tháng 7  | HuH           | 4Minute       |
| 2010 | 14 tháng 10 | Breath        | Beast         |
| 2011 | 21 tháng 4  | Mirror Mirror | 4Minute       |
| 2011 | 26 tháng 5  | Fiction       | Beast         |
| 2011 | 2 tháng 6   | Fiction       | Beast         |
| 2011 | 9 tháng 6   | Fiction       | Beast         |
| 2011 | 14 tháng 7  | Roly Poly     | T-ara         |
| 2011 | 21 tháng 7  | Roly Poly     | T-ara         |
| 2011 | 15 tháng 12 | Trouble Maker | Trouble Maker |
| 2011 | 22 tháng 12 | Trouble Maker | Trouble Maker |
| 2011 | 29 tháng 12 | Trouble Maker | Trouble Maker |
| 2012 | 5 tháng 1   | My My         | Apink         |
| 2012 | 12 tháng 1  | Lovey-Dovey   | T-ara         |
| 2012 | 19 tháng 1  | Lovey-Dovey   | T-ara         |
| 2012 | 3 tháng 5   | Volume Up     | 4minute       |
| 2013 | 7 tháng 11  | Now           | Trouble Maker |
| 2013 | 19 tháng 1  | Now           | Trouble Maker |

Chú ý: Một nghệ sĩ chỉ có thể giành chiến thắng ba lần cho một ca khúc trước khi chúng được đưa ra khỏi danh sách đề cử.

### Music On Top
| Năm        | Ngày          | Bài hát       | Nghệ sĩ |
| ---------- | ------------- | ------------- | ------- |
| 2012       |               |               |         |
| 5 tháng 1  | Trouble Maker | Trouble Maker |         |
| 26 tháng 1 | Lovey-Dovey   | T-ara         |         |
| 2 tháng 2  | Lovey-Dovey   | T-ara         |         |
| 9 tháng 2  | Lovey-Dovey   | T-ara         |         |

### Show Champion
| Năm  | Ngày        | Bài hát | Nghệ sĩ       |
| ---- | ----------- | ------- | ------------- |
| 2013 | 17 tháng 7  | NoNoNo  | Apink         |
| 2013 | 24 tháng 7  | U&I     | Ailee         |
| 2013 | 6 tháng 11  | Now     | Trouble Maker |
| 2013 | 13 tháng 11 | Now     | Trouble Maker |
| 2013 | 20 tháng 11 | Now     | Trouble Maker |